# Killer Joe
Killer Joe är en amerikansk långfilm från 2011 i regi av William Friedkin, med Matthew McConaughey, Emile Hirsch, Juno Temple och Thomas Haden Church i rollerna.

## Handling
Den desperata knarklangaren Chris (Emile Hirsch) ligger riktigt illa till, han har en stor skuld till den farliga Digger Soames (Marc Macaulay). När han talar med sin pappa Ansel (Thomas Haden Church) kommer de på en plan, de ska döda Chris mamma och Ansels ex-fru och sen ta pengarna som Chris syster Dottie (Juno Temple) kommer ärva. Tillsammans med Ansels nya fru Sharla (Gina Gershon) försöker de anlita Killer Joe Cooper (Matthew McConaughey) för att genomföra mordet.

## Rollista
| Matthew McConaughey | – Killer Joe Cooper |
| Emile Hirsch        | – Chris Smith       |
| Juno Temple         | – Dottie Smith      |
| Thomas Haden Church | – Ansel Smith       |
| Gina Gershon        | – Sharla Smith      |
| Marc Macaulay       | – Digger Soames     |